# 1238
1238 (MCCXXXVIII) var ett normalår som började en fredag i den julianska kalendern.

## Händelser

### Okänt datum
- Birger jarl mäklar fred mellan munkarna i Nydala kloster och invånarna i Östbo härad.
- Gråbrödraklostret i Lund grundas.

## Födda
- 1 maj – Magnus Lagaböter, kung av Norge 1263–1280.
- Valdemar Birgersson, kung av Sverige 1250–1275 (född detta eller nästa år).
- Madhva, tamilsk filosof.

## Avlidna
- 4 mars – Joan av England, drottning av Skottland sedan 1221 (gift med Alexander II)
- 19 mars – Henrik I, storhertig av Polen sedan 1232 och hertig av Schlesien